# ماداتابا (بحيرة)
بحيرة ماداتابا ((بالجورجية: მადათაფა))، هي بحيرة تقع في منطقة سامتخي-جافاخيتي في جنوب شرق جورجيا، بالقرب من الحدود الأرمينية شمالي بافرا. مساحتها حوالي 885 كم مربع وترتفع حوالي 2108 أمتار عن مستوى سطح البحر، تشتهر البحيرة بوجود سمك الشبوط وهي موقع إنتاج صيد أسماك تجاري. ويعتبر موقعها أحد أكثر المناطق المعرّضة للزلازل في القوقاز. بحيرة ماداتابا بحيرة ضحلة، وهي إلى جانب بحيرة خانتشالي إحدى أهم البحيرات في البلاد لتربية الطيور المائية وتنظيم مجموعاتها، بما في ذلك بجع دالماسي الطائر المهدد بالانقراض.
تقع بالقرب من البحيرة عدّة قرى منها جدانوفاكاني وإبريموفكا، وتروتسكوي.